# Discovery Reef
Discovery Reef (kinesiska: 華光礁, Huaguang Jiao ) är ett rev bland Paracelöarna i Sydkinesiska havet.  Paracelöarna har annekterats av Kina, men Taiwan och Vietnam gör också anspråk på dem.